# Joanna Wyatt
Pour les articles homonymes, voir Wyatt.
Joanna Wyatt, dite Jo Wyatt, née le 28 septembre 1970 à Londres, est une chanteuse et actrice britannique.

## Biographie
Elle est la fille du créateur et producteur des Mini-Pops, Martin Wyatt, et a accompagné le groupe durant toute son existence. On retiendra de sa carrière solo le titre Stupid Cupid, repris de la chanson du même nom de Connie Francis. 
Sur les albums Wanna Have Fun et Magic Jukebox, Joanna était créditée en tant que chanteuse et coordinatrice de production.  En plus de son travail avec les Mini-Pops, Joanna a également tenu le premier rôle dans la série télé britannique Luna dans les années 1980.
En France, elle a interprété la chanson du film "Rox et Rouky", en 1983, avec Dorothée. 
Joanna est toujours active au théâtre et au cinéma en Angleterre, et elle a également prêté sa voix à des livres audio pour enfants.[Quand ?]

## Filmographie
1. The Feeble Files (1997) (VG) (voix)
2. Vol-au-vent (1996) Allison
3. Luna (1983) Série télévisée Luna (saison 2)
4. Super sabado sensacional (1983) Série télévisée (chanteuse et actrice)